# Agustín Moreto

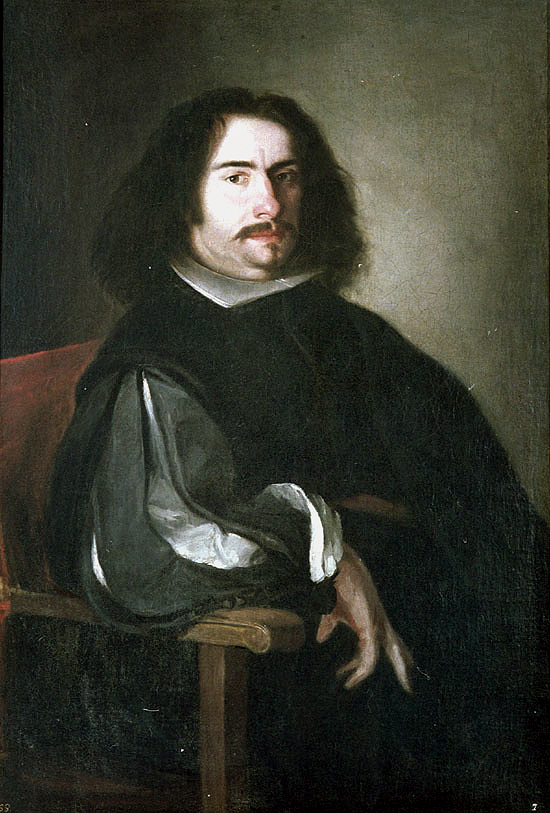
Agustín Moreto, porträtterad av Juan Pareja.

Agustín Moreto y Cavaña (eller Cabaña), född den 9 april 1618 i Madrid, död den 28 oktober 1669 i Toledo, var en spansk dramatiker.
Moreto blev licentiat 1639 i Alcalá de Henares, begav sig därefter till Madrid, där han i Calderón fick en beskyddare och vän. Även om han inte var någon utpräglat originell intelligens och även om han enligt tidens sed utan skrupler plagierade äldre skalders arbeten, är Moreto i dramatiskt liv och i kännedom om scenens resurser överlägsen sina samtida landsmän.
Till hans bästa arbeten räknas komedien El desden con el desdén (1676); han lånade idén därtill från Lope de Vegas Los milagros del desprecio, men överträffade honom i sinnrikhet och kvickt genomförd intrig. En kopia av denna pjäs är Molières La princesse d'Élide, en bearbetning av den är tysken Wests Dona Diana, som i sin ordning översattes av J.H. Thomander med titeln "Amanda" (uppförd 1831–1834) och av F.A. Dahlgren omarbetades till "Stolthet mot stolthet" (uppförd 1858, tryckt 1873).
I El lindó Don Diego har Moreto skapat ett av de yppersta mästerverken inom den stora komedin; och ytterst populärt var hans kvicka lustspel No puede ser (översättning av Carl Stenborg efter Dumaniants bearbetning Guerre ouverte, ou ruse contre ruse och uppförd på Kungliga teatern 117 gånger 1787–1832). Inom det historiska dramat är El valiente justiciero eller El rico hombre de Alcalá (Pedro den grymme är huvudfiguren) särskilt berömt.
Av Moretos övriga dramatiska arbeten kan nämnas De fuera vendrá quien de casa nos echará (1654), Trampa adelante, El parecido de la corte, El defensor de su agravio, Los jueces de Castilla, La fuerza natural, Santa Rosa del Perú och San Franco de Sena, en "comedia devota", vilken genre föga passar Moretos diktarlynne. Moretos samlade arbeten utkom i 3 band, 1654–1681; ett urval finns i Rivadeneiras Biblioteca de autores espanoles, band 39, med litterär-biografisk inledning av Aureliano Fernández-Guerra.